# Князев, Георгий Николаевич
Гео́ргий Никола́евич Кня́зев (26 июня 1949, Горький, СССР) — советский футболист, нападающий.

## Карьера
Воспитанник ДЮСШ «Динамо» Горький. За свою карьеру выступал в советских командах «Волга» (Горький), «Рассвет» (Красноярск), «Спартак» (Москва), «Химик» (Дзержинск), «Динамо» (Ленинград), «Гастелло» (Уфа), «Торпедо» (Волжский). По завершении карьеры игрока входил в тренерский штаб СК «Радий» (Нижний Новгород), юношескую команду СК «Искра» (Нижний Новгород), был главным тренером «Радуга-Поиск»/«Кинеж» (Нижний Новгород). С 2000 года тренирует детей в ДЮСШ Сормович-Авиатехнас (Нижний Новгород).